# Terry Smith (empresari)
Terry Smith   (Londres, 15 de maig de 1953) és un empresari, inversor i gestor de fons londinenc. Ha estat el fundador i director executiu de Fundsmith, una empresa de gestió d'inversions amb seu a Londres.
És reconegut pel seu estil d'inversió en creixement que implica la compra i tinença d'accions en un nombre relativament petit d'empreses establertes. Per la seva forma d'inversió, ha rebut el sobrenom del Warren Buffett anglès.
Ha estat autor de llibres de referència com Investing for Growth i Accounting for Growth i és comentarista habitual en mitjans de comunicació sobre temes d'inversió.

## Trajectòria Professional
Entre 1973 i 1984, Smith va exercir al Barclays Bank, període durant el qual va començar a interessar-se per l'anàlisi d'accions. Més endavant, va treballar en diverses empreses del sector fins que, el 1990, es va incorporar a UBS Phillips & Drew, on va assolir el càrrec de cap de Recerca de Companyies al Regne Unit.
L'any 1992, Smith va ser acomiadat d'UBS arran de la publicació del seu llibre Accounting for Growth, on examinava en profunditat les pràctiques comptables dubtoses que algunes empreses utilitzaven per amagar dificultats financeres.
Després de la seva sortida d'UBS Phillips & Drew el 1992, Terry Smith va incorporar-se a la companyia de serveis financers Collins Stewart, on el 2000 va ser nomenat director executiu. Tres anys més tard, l'empresa va adquirir Tullet Liberty i, el 2004, va sumar-hi Prebon Group, donant lloc a Tullet Prebon, que es convertiria en el segon corredor intermediari més gran del món.
L'any 2010, Terry Smith va fundar Fundsmith, una empresa de gestió d'inversions amb seu a Londres. Quatre anys després, el 2014, va deixar Tullet Prebon per centrar-se plenament en el seu nou projecte. Fundsmith ha mantingut des dels seus inicis una estratègia d'inversió a llarg termini basada en la filosofia de comprar i mantenir la inversió.
Al 2012 va ser nomenat, en els Honors de l'Any Nou, membre de l'Orde del Mèrit de Nova Zelanda, en reconeixement dels seus esforços en les relacions de Nova Zelanda al Regne Unit.